# Clan del Unicornio
El Clan del Unicornio, en el universo ficticio del juego de rol y de cartas coleccionables de la Leyenda de los Cinco Anillos, es un clan de samuráis fundado por la Kami Shinjo.
Desde la fundación del Imperio, el emperador y kami Hantei le asignó a cada uno de sus hermanos una labor. En el caso de Shinjo, esta convenció a Hantei que era necesario saber que peligros podían amenazar Rokugan y que sería ella quien dejaría el Imperio Esmeralda para viajar a tierras extrañas y conocer los peligros potenciales para Rokugan y de este modo protegerlo. En ese momento, el clan entonces conocido como Ki-rin, inició un éxodo que duraría 800 años.
Sus colores típicos de vestimenta son Púrpura, blanco y dorado. Son exploradores y expertos jinetes montando caballos occidentales, más grandes y fuertes que los propios de Rokugan, lo cual hace que su caballería sea temida y respetada por los demás.

## Familias
El clan Unicornio, antes conocido como Ki-rin, estuvo 800 años fuera del imperio y eso se notó a su vuelta. Los demás clanes los consideran bárbaros e inadaptados, en parte porque algunos de ellos piensan que es irrelevante el ser aceptados y otros porque creen que es Rokugan quien debe adaptarse.
Los Unicornio han debido afrontar multitud de batallas desde su regreso a Rokugan. Son rápidos en enfadarse y aún más rápidos en perdonar. Un miembro de este clan prefiere morir el antes que su montura y muchos buscaran a su caballo en las batallas aunque les cueste la vida. Sus shugenjas son expertos en al magia gaijin (bárbaros extranjeros) y sus samuráis luchan montados, destacando las Docellas de Batalla Utaku, su líder es conocido como el Khan 
- Ide: Son maestros del Wabukan, lo que ellos llaman la senda pacifica. Expertos diplomáticos, sus antecesores perfeccionaron esta tarea en las tierras lejanas a Rokugan, permitiéndoles sobrevivir, encontrando aliados, formando treguas y alianzas con otras culturas. Aplican la estrategia y determinación samurái a las tareas del trono y los mercados. Son los negociadores y administradores del clan.
- Iuchi: Los shugenja del clan Unicornio son conocidos por usar una magia que no depende de los Kami. Al estar separados del Imperio Esmeralda tanto tiempo y ver su poder reducido aprendieron de otras tribus diferentes tipos de magia, entre ellos uno basado en los elementos y de los brujos sin corazón aprendió a usar palabras escritas en talismanes. Por todo esto, los Iuchi son más abiertos y tenaces que los demás shugenja y más dispuestos a experimentar.
- Utaku: Los samurái Utaku son ferozmente leales a su familia, Daimyio, amigos y clan. Suelen ser tenaces, decididos, independientes y orientados a la acción. En esta familia están las Doncellas de batalla, que son todas mujeres y que no comparten su conocimiento con hombres. Siguen los pasos de Utaku Shiko y prácticamente nunca se enseña a mujeres que no tengan una mínima relación de sangre con Utaku. Los hombres Utaku tienen, como compensación, el privilegio de cuidar el tesoro más importante; los caballos. Un establo no se considera establo si no hay un Utaku al cargo.
- Shinjo: Es la familia más grande, porque suele recibir a todos los "adoptados" por el clan. Siguen casi exclusivamente carreras militares, dejando a un lado la magia. Les encanta moverse y viajar y esto hace la defensa Unicornio impredecible. Así como se puede esperar que los cangrejo estén en su muralla, los Unicornio pueden aparecer en cualquier parte de su territorio, lo cual hace que un ejército invasor se vea sorprendido por los Unicornio antes de prepararse para combatir. A los Shinjo no les gusta verse contenidos y valoran especialmente la libertad como ningún otro clan en Rokugan.
- Moto: El Moto original fue un Gaijin que destacó al servicio de la propia Shinjo hace 700 años. Los Moto son famosos por sus cargas de caballería agresivas, feroces e increíble valor. Se suele mantener a la caballería Moto alejada del combate hasta que es necesario dar un giro a la batalla o terminar de aplastar al enemigo. También se usan para proteger la huida del resto del ejército, enfrentándose directamente al frente enemigo. Actualmente llevan armaduras con solo pequeños toques púrpuras para reflejar el cambio debido a la caída de su Daimyo, víctima de la corrupción cuando, confiados, se adentraron en las tierras sombrías para ayudar a los Cangrejo en su lucha. Suelen ser gente reservada e introvertida, determinados, serios y feroces.